# Manjola Deliallisi
Manjola Deliallisi (Tirana, 8 mei 1974) is een Albanees-Belgisch voormalig volleybalster.

## Levensloop
Deliallisi was actief bij Studenti Tirana alvorens ze in 1999 aansloot bij Datovoc Tongeren. In december 2004 - na een tussenstop bij VT Herentals - sloot ze voor het seizoen 2004-'05 aan bij Asterix Kieldrecht. Kort daarvoor - op 20 juli 2004 - had Deliallisi de Belgische nationaliteit verkregen.